# Economidichthys
Economidichthys é um género de peixe da família Gobiidae.
Este género contém as seguintes espécies:
- Economidichthys pygmaeus
- Economidichthys pygmeus
- Economidichthys trichonis